# Œnothérapie
 (février 2025).
La mise en forme du texte ne suit pas les recommandations de Wikipédia : il faut le « wikifier ».
Les points d'amélioration suivants sont les cas les plus fréquents. Le détail des points à revoir est peut-être précisé sur la page de discussion.
- Les titres sont pré-formatés par le logiciel. Ils ne sont ni en capitales, ni en gras.
- Le texte ne doit pas être écrit en capitales (les noms de famille non plus), ni en gras, ni en italique, ni en « petit »…
- Le gras n'est utilisé que pour surligner le titre de l'article dans l'introduction, une seule fois.
- L'italique est rarement utilisé : mots en langue étrangère, titres d'œuvres, noms de bateaux, etc.
- Les citations ne sont pas en italique mais en corps de texte normal. Elles sont entourées par des guillemets français : « et ».
- Les listes à puces sont à éviter, des paragraphes rédigés étant largement préférés. Les tableaux sont à réserver à la présentation de données structurées (résultats, etc.).
- Les appels de note de bas de page (petits chiffres en exposant, introduits par l'outil «  Source ») sont à placer entre la fin de phrase et le point final[comme ça].
- Les liens internes (vers d'autres articles de Wikipédia) sont à choisir avec parcimonie. Créez des liens vers des articles approfondissant le sujet. Les termes génériques sans rapport avec le sujet sont à éviter, ainsi que les répétitions de liens vers un même terme.
- Les liens externes sont à placer uniquement dans une section « Liens externes », à la fin de l'article. Ces liens sont à choisir avec parcimonie suivant les règles définies. Si un lien sert de source à l'article, son insertion dans le texte est à faire par les notes de bas de page.
- La présentation des références doit suivre les conventions bibliographiques. Il est recommandé d'utiliser les modèles {{Ouvrage}}, {{Chapitre}}, {{Article}}, {{Lien web}} et/ou {{Bibliographie}}. Le mode d'édition visuel peut mettre en forme automatiquement les références.
- Insérer une infobox (cadre d'informations à droite) n'est pas obligatoire pour parachever la mise en page.

Pour une aide détaillée, merci de consulter Aide:Wikification.
Si vous pensez que ces points ont été résolus, vous pouvez retirer ce bandeau et améliorer la mise en forme d'un autre article.

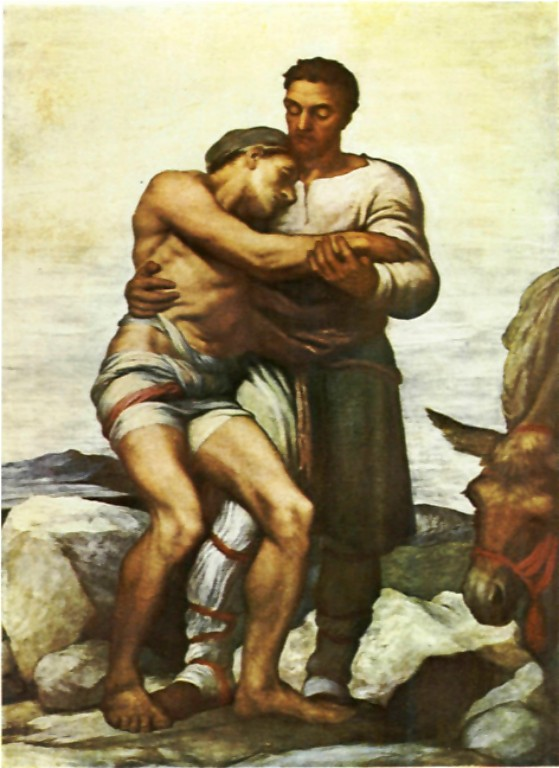
Le bon samaritain : Il s'approcha, banda ses plaies, y versant de l'huile et du vin, puis le chargea sur sa propre monture...

L’œnothérapie est la médecine par le vin. La médecine populaire prétend que le vin doit conserver sa place dans le cadre d'une médecine préventive, mais il s'agit seulement du vin rouge, les vins blancs ou rosés n'auraient aucun intérêt du point de vue de la santé. La consommation d'un à deux verres de vin rouge par jour assurerait une réelle prévention. On notera qu'il n'y a aucun service d'œnothérapie dans un hôpital, qu'il n'y a pas d'enseignement spécialisé dans les universités et que les études qui sortent sont souvent commandées et analysées par des personnes ayant un intérêt dans le secteur viticole.
Ces croyances populaires ont été mises à mal par un article de la revue scientifique The Lancet le 14 avril 2018 , publiant une étude selon laquelle toute consommation d'alcool, même en faible quantité, est nuisible pour la santé.

## Historique
Hippocrate, père de la médecine moderne, considérait que « Le vin est une chose merveilleusement appropriée à l'homme si, en santé comme en maladie, on l'administre avec à propos et juste mesure, suivant la constitution individuelle ». Galien, son digne successeur, dans une lettre datée du 4 janvier 175, adressée à Marc Aurèle, lui rappelant qu'il avait soigné les gladiateurs dans sa jeunesse, dont il désinfectait les plaies au vin rouge, lui prescrit « Au moins bois un peu de vin avant de te coucher, cela fait dormir et pourrait te dispenser de la thériaque », et se citant en exemple, lui indique « J’irai me coucher, l’esprit en paix, le corps imbibé de vin d’Aquitaine, ma dernière trouvaille. Je te le conseille vivement, avec du miel et quelques épices. À coup sûr, c’est l'antidote contre nos soucis ».

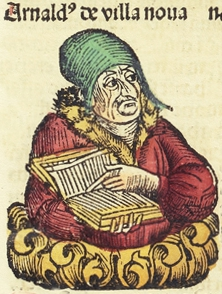
Portrait dArnald[us] de villa noua, gravure sur bois de la Chronique de Nuremberg, 1493

Constantin l'Africain contribua à la réintroduction de la médecine de la Grèce antique dans l’Europe chrétienne. Ses traductions d’Hippocrate et de Galien furent les premières à donner au monde occidental une vue d’ensemble de la médecine antique. Prenant exemple sur ces grands maîtres, Arnaud de Villeneuve, se plut à constater : « Le vin est merveilleux pour les mélancoliques, les colériques et les cardiaques, pour ceux qui ont des problèmes au niveau du foie, de la vessie, de la circulation et particulièrement des artères. Le vin guérit de la dépression, il apporte la joie en ramenant l'homme à la raison et calme le rythme cardiaque. Il soulage une brutale élévation de température et même une fièvre prolongée. À ceux qui en font usage, il donne une attitude raisonnable de l'âme et il les fait rajeunir par la volonté de Dieu ». 
À l'exemple de Théophraste, le médecin catalan concocta toute une série de vins médicinaux : vin cordial, à base de bourrache, mélisse et épices, vin aux coings, selon la recette de Dioscoride, vin romariné, dont « les propriétés sont admirables », vin sauvage, à base de choux rouges et d'ortie pour soigner les plaies, vin d'extintion d'or dans lequel une feuille d'or est plongée quarante fois, vin râpeux, dans le moût duquel a été plongé du raifort et qui se prend en apéritif, vin d'euphraise, pour les yeux, vin de campanule, vin de sauge, vin hysopique, vin de fenouil, vin anisé, vin au chiendent, vin dyamon, valant pour la reproduction, vin de chardon et vin de girofle.  
François Rabelais, reçu docteur en la Faculté de médecine de Montpellier vanta les vertus thérapeutiques du vin en notant que « Le jus de la vigne clarifie l'esprit et l'entendement, chasse tristesse, donne joie ».

## Effets positifs du vin rouge

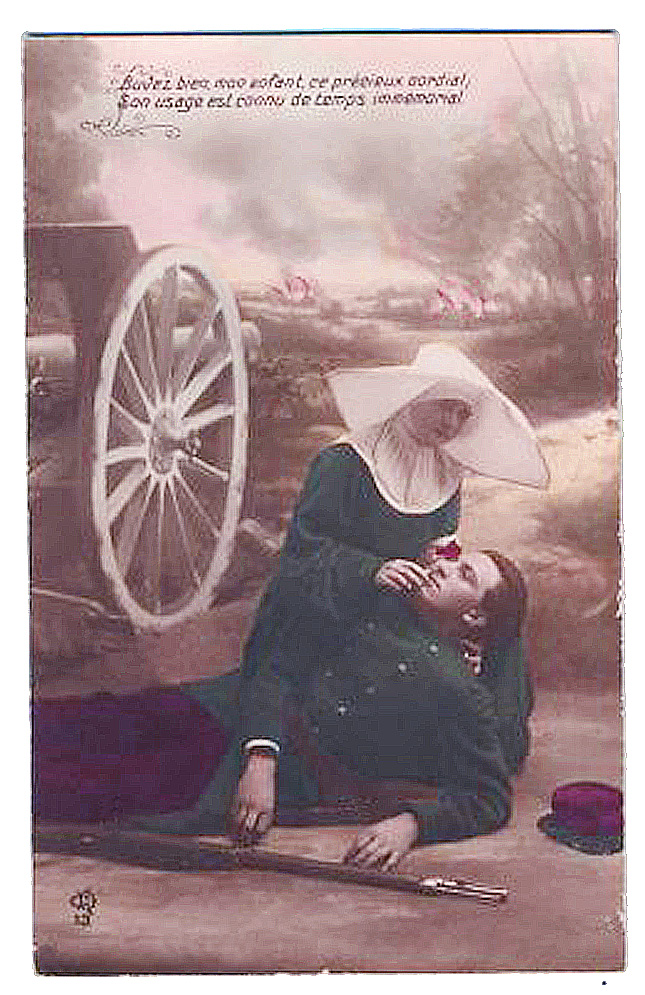
Le vin cordial, donné comme remontant, durant la Première Guerre mondiale

Le vin rouge pris sans excès semble, selon certaines études, présenter différentes vertus médicinales, notamment grâce aux tanins contenus dans celui-ci. Les tanins assoupliraient les artères et veines, et préviendraient un certain nombre d'incidents cardiaques, pour des raisons différentes des effets favorables attribués à l'huile d'olive. Plus précisément, plusieurs études scientifiques ont montré cet aspect positif sur l'organisme du vin rouge lorsqu'il est consommé en faible proportion.
Parmi les phénols, dont on connaît le rôle antiradicalaire depuis les années cinquante, des molécules de faible masse moléculaire, comme la quercétine et le resvératrol, sont présentes en faible quantité dans les vins mais ne peuvent être responsables du French Paradox. Toutefois, selon des chercheurs de l'université de Glasgow le potentiel thérapeutique du resvératrol demeure prometteur. D'autres composés ont été étudiés, comme la catéchine, présente à des concentrations de l'ordre de plusieurs dizaines de mg/l ; son rôle potentiel a été confirmé grâce à son identification dans le sang, après absorption de vin. 
D'autres études plus récentes ont été menées sur les composés phénoliques majoritaires des vins, les tanins, constitués de plusieurs unités de catéchine liées entre elles. Elles ont montré que les vins les plus riches en tanins, les vins rouges, possèdent un pouvoir antiradicalaire certain. Les vins blancs, naturellement pauvres en tanins, peuvent augmenter leur pouvoir antiradicalaire grâce à l'élevage en barriques qui leur apporte les tanins du bois.
Cependant, l'effet bénéfique d'une consommation modérée de vin et plus généralement d'alcool pourrait provenir d'une erreur méthodologique consistant à ranger les anciens alcooliques devenus abstinents dans la catégorie des abstinents. Les études qui ne font pas cette erreur ne retrouvent pas d'effet positif d'une consommation modérée d'alcool, ni sur le cancer ni sur les maladies cardiovasculaires. Au contraire une consommation même modérée d'alcool serait un facteur de risque pour de nombreux cancers.

## Effets du champagne
Le vin de Champagne est recommandé par ses promoteurs comme antidépresseur et anxiolytique[réf. nécessaire]. Par sa teneur en alcool, la consommation excessive de vin de Champagne peut être nuisible pour la santé. Sa consommation est spécialement déconseillée aux femmes enceintes, en raison des effets possibles de l'alcool sur le développement du fœtus. Également comme toute boisson alcoolisée, il peut engendrer une dépendance à l'alcool. L'OMS reconnaît l'alcoolisme comme une maladie et le définit comme des troubles mentaux et troubles du comportement liés à l'utilisation d'alcool.
Cependant, le vin de Champagne fut longtemps chaleureusement recommandé en œnothérapie au motif qu'il « dissipe les états nauséeux et soutient le moral ». Le chanoine Godinot en 1718, dans son traité sur les vins de Champagne[réf. nécessaire], assurait : « De tous les vins, il n'en est pas de meilleur pour la santé qu'un vin gris de Champagne, ou couleur œil de perdrix ».